# Dan Severn
Daniel «Dan» DeWayne Severn (Coldwater, Míchigan; 8 de junio de 1958) es un ex artista marcial mixto, ex luchador profesional y actor estadounidense, conocido por su éxito en los primeros años de Ultimate Fighting Championship. Severn también ha competido en King of the Cage, PRIDE FC, WEC y Fighting Network Rings. Pertenece al Salón de la Fama de UFC.
El récord profesional de Severn en MMA es de 101–19–7, lo que lo convierte en la persona con la mayor cantidad de combates y la mayor cantidad de victorias en la historia del deporte.
Como luchador profesional es conocido por su paso en la National Wrestling Alliance (NWA) y en la World Wrestling Federation (WWF). Severn fue campeón del mundo dos veces, después de haber ganado el Campeonato Mundial de Peso Pesado de NWA en dos ocasiones.
Severn ha protagonizado varias películas y series de televisión, comenzando en 1993 con Rudy, en la que interpretó a un jugador de fútbol americano. La película es una película deportiva de drama dirigida por David Anspaugh.

## Retiro
El 20 de octubre de 2011, Severn anunció que se retiraría de la competencia profesional en 2012. El 1 de enero de 2013, Severn hizo efectivo dicho anuncio y procedió a retirarse de las AMM.

## Vida personal
Severn tiene un hijo llamado David Severn, que es campeón del estado en dos ocasiones en la escuela de lucha libre Bronson High.
Severn tiene una autobiografía publicada llamada The Realest Guy in the Room: The Life and Times of Dan Severn Fue coescrita por Ian Douglass y se publicó originalmente el 7 de julio de 2016. Incluye un prólogo de Jim Cornette, quien representó a Severn durante su carrera en WWF.

## Campeonatos y logros
| - Ultimate Fighting Championship - Salón de la Fama de UFC - Campeón Superfight UFC (Una vez, último) - Ganador del torneo UFC 5 - Ganador del torneo Ultimate Ultimate 1995 - Subcampeón del torneo UFC 4 - Primer peleador en otorgársele el cinturón de campeón - Triple campeón (el primero y el único en la historia de UFC) - World Extreme Cagefighting - Primer peleador en encabezar y ganar un evento WEC 1 - Elite-1 MMA - Campeón de Peso Pesado (Una vez, actual) - Continental Freefighting Alliance - Campeón de Peso Pesado (Una vez, actual) - Gladiator Challenge - Campeón de Peso Pesado (Una vez, actual) | - Great American Mat Endeavors - Campeón de Peso Pesado (Una vez) - Global Wrestling Alliance - Campeón de Peso Pesado (Tres veces) - Legends Pro Wrestling - Salón de la Fama (26/5/12) - National Championship Wrestling - Campeón de Peso Pesado (Una vez) - National Wrestling Alliance - Campeón de Peso Pesado de Reino Unido (Una vez) - Campeón Mundial de Pesop Pesado (Dos veces) - Price of Glory Wrestling - Campeón de Peso Pesado (Una vez) |

## Récord en artes marciales mixtas
| Récord profesional | Récord profesional | Récord profesional |
| 127 peleas         | 101 victorias      | 19 derrotas        |
| ------------------ | ------------------ | ------------------ |
| Nocaut             | 23                 | 5                  |
| Sumisión           | 54                 | 7                  |
| Decisión           | 24                 | 7                  |
| Empates            | 7                  | 7                  |

| Resultado | Récord   | Oponente              | Método                        | Evento                                                            | Fecha                    | Ronda | Tiempo | Localización                  | Notas                                             |
| --------- | -------- | --------------------- | ----------------------------- | ----------------------------------------------------------------- | ------------------------ | ----- | ------ | ----------------------------- | ------------------------------------------------- |
| Victoria  | 101–19–7 | Alex Rozman           | Decisión (unánime)            | Blue Blood MMA                                                    | 28 de abril de 2012      | 3     | 5:00   | Davenport, Iowa               |                                                   |
| Derrota   | 100–19–7 | Lee Beane             | KO (golpes)                   | Paul Vandale Promotions: The Beast Comes East                     | 20 de mayo de 2011       | 1     | 3:28   | Worcester, Massachusetts      |                                                   |
| Derrota   | 100–18–7 | Ryan Fortin           | KO (golpes)                   | King of the Cage: Mile Zero                                       | 29 de abril de 2011      | 3     | 4:04   | Dawson Creek                  |                                                   |
| Victoria  | 100–17–7 | Aaron Garcia          | Sumisión (neck crank)         | King of the Cage: Texas                                           | 16 de abril de 2011      | 1     | 2:18   | Lubbock, Texas                |                                                   |
| Victoria  | 99–17–7  | Cal Worsham           | Decisión (unánime)            | Gladiator Challenge: Legends Collide 2                            | 20 de febrero de 2011    | 3     | 5:00   | San Jacinto, California       |                                                   |
| Victoria  | 98–17–7  | Scott Fraser          | Sumisión (arm-triangle choke) | Elite-1 MMA: Tapping Out                                          | 29 de enero de 2011      | 1     | 4:59   | Moncton                       | Ganó el Campeonato de Peso Pesado de Elite-1 MMA. |
| Victoria  | 97–17–7  | William Hatch         | Sumisión (arm-triangle choke) | King of the Cage: Black Ops                                       | 4 de diciembre de 2010   | 1     | 4:23   | Cold Lake                     |                                                   |
| Victoria  | 96–17–7  | Tom Benesocky         | Sumisión (arm-triangle choke) | King of the Cage 48                                               | 21 de noviembre de 2010  | 1     | 1:33   | Edmonton                      |                                                   |
| Victoria  | 95–17–7  | Chad Olmstead         | TKO (golpes)                  | King of the Cage: Lock Down                                       | 30 de julio de 2010      | 2     | 1:27   | Edmonton                      |                                                   |
| Victoria  | 94–17–7  | Sam Flood             | Sumisión (guillotine choke)   | King of the Cage: Fearless                                        | 24 de abril de 2010      | 1     | 4:24   | Penticton                     |                                                   |
| Victoria  | 93–17–7  | Buddie Dixion         | TKO (golpes)                  | King of the Cage: Thunderstruck ll                                | 18 de marzo de 2010      | 2     | 2:22   | Calgary                       |                                                   |
| Victoria  | 92–17–7  | Eddie Trotter         | TKO (parada médica)           | GFC - Gladiator Fighting Championship                             | 24 de octubre de 2009    | 1     | 5:00   | Jenkins, Kentucky             |                                                   |
| Victoria  | 91–17–7  | Woody Young           | Sumisión (arm-triangle choke) | King of the Cage: Disputed                                        | 25 de julio de 2009      | 2     | 2:31   | Sault Ste. Marie, Míchigan    |                                                   |
| Victoria  | 90–17–7  | Steve Eakins          | Decisión (unánime)            | Gladiator Challenge: The Beast                                    | 16 de mayo de 2009       | 3     | 5:00   | Elko, Nevada                  |                                                   |
| Derrota   | 89–17–7  | William Richey        | Decisión (unánime)            | Iroquois: MMA Championships 7                                     | 24 de enero de 2009      | 3     | 5:00   | Hagersville                   |                                                   |
| Derrota   | 89–16–7  | Pavel Botka           | Decisión                      | Heaven or Hell: Hell Cage                                         | 3 de mayo de 2008        |       |        | Praga                         |                                                   |
| Victoria  | 89–15–7  | Damon Clark           | Sumisión (kimura)             | WFC: Armageddon                                                   | 12 de abril de 2008      | 1     | 2:30   | Denver, Colorado              |                                                   |
| Victoria  | 88–15–7  | Colin Robinson        | Decisión (unánime)            | Cage Wars: Max Extreme fighting                                   | 9 de marzo de 2008       | 3     |        | Belfast                       |                                                   |
| Victoria  | 87–15–7  | Ian Asham             | Sumisión (kimura)             | Iroquois: MMA Championships II                                    | 9 de febrero de 2008     |       |        | Ohsweken, Ontario             |                                                   |
| Victoria  | 86–15–7  | Don Richards          | Decisión (unánime)            | King of the Cage: Bad Boys                                        | 21 de noviembre de 2007  | 3     | 5:00   | Mount Pleasant, Míchigan      |                                                   |
| Victoria  | 85–15–7  | Jimmy Westfall        | Decisión (unánime)            | Universal Fight Promotions                                        | 13 de octubre de 2007    | 3     | 5:00   | Nuevo México                  |                                                   |
| Victoria  | 84–15–7  | Mark Smith            | TKO (parada del equipo)       | Titans of the Pentagon                                            | 22 de septiembre de 2007 | 1     |        | San José                      |                                                   |
| Victoria  | 83–15–7  | Victor Vincelette     | Sumisión (estrangulación)     | WFC: Rumble in the Red Rocks                                      | 9 de junio de 2007       | 1     | 1:35   | Camp Verde, Arizona           |                                                   |
| Victoria  | 82–15–7  | Terrell Pree          | Sumisión (armbar)             | WVF: Minot                                                        | 21 de abril de 2007      | 1     | 4:18   | Minot, Dakota del Norte       |                                                   |
| Victoria  | 81–15–7  | Jason Keith           | Sumisión (rear-naked choke)   | GC 60: Invasion                                                   | 23 de marzo de 2007      | 1     | 2:36   | Farmington, Nuevo México      |                                                   |
| Victoria  | 80–15–7  | Kasey Geyer           | Sumisión (rear-naked choke)   | CCCF: Riverwind Rumble                                            | 24 de febrero de 2007    | 2     | 1:25   | Norman, Oklahoma              |                                                   |
| Victoria  | 79–15–7  | Clifford Coon         | Sumisión (rear-naked choke)   | CCCF: Red River Riot                                              | 17 de febrero de 2007    | 1     | 1:53   | Thackerville, Oklahoma        |                                                   |
| Derrota   | 78–15–7  | Dave Legeno           | Decisión (unánime)            | Cage Rage 20                                                      | 10 de febrero de 2007    | 3     | 5:00   | Londres                       |                                                   |
| Victoria  | 78–14–7  | Wade Hamilton         | Sumisión (americana)          | King of the Cage: Mass Destruction                                | 26 de enero de 2007      | 1     | 3:08   | Mount Pleasant, Míchigan      |                                                   |
| Victoria  | 77–14–7  | Chris Clark           | Sumisión (heel hook)          | IFC: Rumble on the River 2                                        | 10 de noviembre de 2006  | 1     | 3:08   | Kearney, Nebraska             |                                                   |
| Victoria  | 76–14–7  | Brian Heden           | Decisión (dividida)           | NFA: Night of the Beast                                           | 23 de septiembre de 2006 | 4     | 5:00   | Fargo, Dakota del Norte       |                                                   |
| Victoria  | 75–14–7  | Skip Hall             | Sumisión (estrangulación)     | Independent event                                                 | 26 de agosto de 2006     | 1     |        | Alabama                       |                                                   |
| Victoria  | 74–14–7  | Lanny Griffin         | Sumisión (scarf hold)         | Indiana Martial Arts                                              | 12 de agosto de 2006     | 1     | 0:46   | Fort Wayne, Indiana           |                                                   |
| Victoria  | 73–14–7  | Robert Berry          | Sumisión (rear-naked choke)   | MMA Total Combat 16                                               | 3 de junio de 2006       | 1     | 4:21   | Spennymoor                    |                                                   |
| Victoria  | 72–14–7  | Victor Vincelette     | Sumisión (golpes)             | WFC: Rumble in the Rockies                                        | 21 de enero de 2006      | 1     | 1:22   | Loveland, Colorado            |                                                   |
| Derrota   | 71–14–7  | Joop Kasteel          | KO (golpe)                    | Rings Holland: Men of Honor                                       | 11 de diciembre de 2005  | 1     | 1:28   | Utrecht                       |                                                   |
| Victoria  | 71–13–7  | Tyson Smith           | Sumisión (golpes)             | Action Wrestling Entertainment                                    | 5 de octubre de 2005     | 1     | 4:12   | Winnipeg                      |                                                   |
| Derrota   | 70–13–7  | Victor Valimaki       | Decisión (unánime)            | MFC 8: Resurrection                                               | 9 de septiembre de 2005  | 3     | 5:00   | Edmonton                      |                                                   |
| Victoria  | 70–12–7  | Rick Collup           | Sumisión (rodillazos)         | GC 39: Titans Collide                                             | 17 de julio de 2005      | 2     | 3:11   | Porterville, California       |                                                   |
| Victoria  | 69–12–7  | Shannon Ritch         | Sumisión (triangle choke)     | Extreme Wars: X-1                                                 | 2 de julio de 2005       | 2     | 1:05   | Honolulu                      |                                                   |
| Victoria  | 68–12–7  | Shannon Ritch         | Sumisión (americana)          | Northern Fighting Championships                                   | 3 de junio de 2005       | 2     |        | Alaska                        |                                                   |
| Derrota   | 67–12–7  | Bob Stines            | Sumisión (golpes)             | Warrior: MMA 4                                                    | 12 de marzo de 2005      | 1     | 0:52   | Corbin, Kentucky              |                                                   |
| Victoria  | 67–11–7  | Cal Worsham           | TKO (parada médica)           | GC 34: Legends Collide                                            | 27 de enero de 2005      | 3     | 3:29   | Colusa, California            |                                                   |
| Victoria  | 66–11–7  | Lee Mein              | TKO                           | Continental Fighting Championships                                | 20 de noviembre de 2004  | 2     | 1:41   | Saskatoon                     |                                                   |
| Derrota   | 65–11–7  | James Thompson        | Decisión (unánime)            | UC 11: Wrath of the Beast                                         | 12 de septiembre de 2004 | 5     | 5:00   | Bristol                       |                                                   |
| Victoria  | 65–10–7  | Chad Rafdel           | TKO (parada del equipo)       | AFA: Beast                                                        | 31 de julio de 2004      | 1     | 3:00   | Iowa                          |                                                   |
| Victoria  | 64–10–7  | Hidetada Irie         | Decisión (unánime)            | Gladiator FC: Day 1                                               | 26 de junio de 2004      | 3     | 5:00   | Seúl                          |                                                   |
| Victoria  | 63–10–7  | Ruben Villareal       | Decisión (dividida)           | GC 27: FightFest 2                                                | 3 de junio de 2004       | 2     | 5:00   | Colusa, California            |                                                   |
| Victoria  | 62–10–7  | Greg Lockhart         | Sumisión                      | Dangerzone: Professional Level Cage Fighting                      | 10 de abril de 2004      | 2     | 1:45   | Osceola, Iowa                 |                                                   |
| Victoria  | 61–10–7  | Johnathan Ivey        | Decisión (unánime)            | Hardcore Fighting Championships 3                                 | 27 de marzo de 2004      |       |        | Worcester, Massachusetts      |                                                   |
| Derrota   | 60–10–7  | Tony Bonello          | Sumisión (rear-naked choke)   | XFC 4: Australia vs The World                                     | 19 de marzo de 2004      | 1     | 1:36   | Brisbane                      |                                                   |
| Derrota   | 60–9–7   | Ulysses Castro        | Sumisión (verbal)             | Enter the Beast                                                   | 6 de marzo de 2004       | 3     | 2:45   | Nanaimo                       |                                                   |
| Empate    | 60–8–7   | Jerry Vrbanovic       | Empate                        | King of the Cage 33: After Shock                                  | 20 de febrero de 2004    | 2     | 5:00   | San Jacinto, California       |                                                   |
| Derrota   | 60–8–6   | Seth Petruzelli       | Decisión (unánime)            | King of the Cage 32: Bringing Heat                                | 24 de enero de 2004      | 3     | 5:00   | Miami                         |                                                   |
| Victoria  | 60–7–6   | Ray Seraille          | Sumisión (armbar)             | Pacific X-Treme Combat                                            | 17 de enero de 2004      | 3     | 2:03   | Mangilao, Guam                |                                                   |
| Victoria  | 59–7–6   | Mathias Hughes        | Sumisión                      | Seasons Beatings                                                  | 18 de diciembre de 2003  | 1     | 2:40   | Winnipeg                      |                                                   |
| Empate    | 58–7–6   | Homer Moore           | Empate                        | RITC 54: 'The Beast' vs 'The Rock'                                | 25 de octubre de 2003    | 3     | 3:00   | Phoenix, Arizona              |                                                   |
| Victoria  | 58–7–5   | Gary Dudley           | TKO (golpes)                  | Gladiator Challenge 18                                            | 21 de agosto de 2003     | 1     | 2:08   | Colusa, California            |                                                   |
| Victoria  | 57–7–5   | Dan Christison        | Decisión (dividida)           | King of the Cage 24: Mayhem                                       | 14 de junio de 2003      | 3     | 5:00   | Albuquerque, Nuevo México     |                                                   |
| Victoria  | 56–7–5   | Shane Moore           | Sumisión                      | Hardcore Fighting Championships 1                                 | 24 de mayo de 2003       | 2     | 0:46   | Revere, Massachusetts         |                                                   |
| Victoria  | 55–7–5   | Cory Timmerman        | Decisión (unánime)            | King of the Cage 23: Sin City                                     | 16 de mayo de 2003       | 3     | 5:00   | Las Vegas, Nevada             |                                                   |
| Derrota   | 54–7–5   | Ulysses Castro        | Decisión                      | MFC 6: Road To Gold                                               | 22 de febrero de 2003    | 3     | 5:00   | Lethbridge                    |                                                   |
| Empate    | 54–6–5   | Pat Stano             | Empate                        | War at the Shore                                                  | 17 de enero de 2003      | 3     | 5:00   | Atlantic City, Nueva Jersey   |                                                   |
| Victoria  | 54–6–4   | Mike Ward             | Sumisión (bulldog choke)      | UC 4: Eyes of the Beast                                           | 1 de diciembre de 2002   | 3     | 1:42   | Chippenham                    |                                                   |
| Victoria  | 53–6–4   | Justin Eilers         | Decisión (unánime)            | VFC 3: Total Chaos                                                | 23 de noviembre de 2002  | 3     | 5:00   | Council Bluffs, Iowa          |                                                   |
| Victoria  | 52–6–4   | Mark Smith            | Sumisión (americana)          | King of the Cage 18: Sudden Impact                                | 1 de noviembre de 2002   | 1     | 2:56   | Reno, Nevada                  |                                                   |
| Victoria  | 51–6–4   | Dan Christison        | Decisión                      | Aztec Challenge 1                                                 | 6 de septiembre de 2002  | 3     | 5:00   | Ciudad Juárez                 |                                                   |
| Victoria  | 50–6–4   | John Jensen           | TKO (parada del equipo)       | King of the Cage 14: 5150                                         | 19 de junio de 2002      | 1     | 5:00   | Bernalillo, Nuevo México      |                                                   |
| Victoria  | 49–6–4   | Steve Sayegh          | Sumisión (golpes)             | Dangerzone: Caged Heat                                            | 13 de abril de 2002      | 1     | 5:45   | New Town, Dakota del Norte    |                                                   |
| Victoria  | 48–6–4   | Forrest Griffin       | Decisión (unánime)            | RSF 5: New Blood Conflict                                         | 27 de octubre de 2001    | 3     | 4:00   | Augusta, Georgia              |                                                   |
| Empate    | 47–6–4   | Travis Fulton         | Empate                        | Iowa Challenge 3                                                  | 22 de septiembre de 2001 | 3     | 5:00   | Waterloo, Iowa                |                                                   |
| Victoria  | 47–6–3   | Lenn Walker           | Sumisión (golpes)             | UW: St. Paul                                                      | 15 de julio de 2001      | 1     | 1:49   | Saint Paul, Minnesota         |                                                   |
| Victoria  | 46–6–3   | Travis Fulton         | Decisión                      | WEC 1                                                             | 30 de junio de 2001      | 3     | 5:00   | Lemoore, California           |                                                   |
| Victoria  | 45–6–3   | Wes Sims              | Decisión                      | RSF 2: Attack at the Track                                        | 23 de junio de 2001      | 3     | 4:00   | Chester, West Virginia        |                                                   |
| Victoria  | 44–6–3   | Harry Moskowitz       | Sumisión (americana)          | Reality Combat Fighting 11                                        | 10 de mayo de 2001       | 1     | 2:12   | Houma, Louisiana              |                                                   |
| Derrota   | 43–6–3   | Jonathan Wiezorek     | Sumisión                      | RSF 1: Redemption in the Valley                                   | 21 de abril de 2001      | 2     | 1:03   | Wheeling, West Virginia       |                                                   |
| Victoria  | 43–5–3   | Aaron Keeney          | Sumisión (americana)          | Dangerzone: Insane In Ft. Wayne                                   | 25 de noviembre de 2000  | 1     | 2:03   | Fort Wayne, Indiana           |                                                   |
| Victoria  | 42–5–3   | Travis Fulton         | Sumisión (rear-naked choke)   | Dangerzone: Night of the Beast                                    | 28 de octubre de 2000    | 1     | 2:01   | Lynchburg, Virginia           |                                                   |
| Derrota   | 41–5–3   | Pedro Rizzo           | TKO (patadas a las piernas)   | UFC 27                                                            | 22 de septiembre de 2000 | 1     | 1:33   | Nueva Orleans, Louisiana      |                                                   |
| Victoria  | 41–4–3   | Andrei Kopylov        | Decisión (unánime)            | Rings: Millennium Combine 3                                       | 23 de agosto de 2000     | 2     | 5:00   | Osaka                         |                                                   |
| Victoria  | 40–4–3   | John Dixson           | Sumisión (americana)          | Continental Freefighting Alliance 2                               | 19 de julio de 2000      | 1     | 5:18   | Corinth, Misisipi             |                                                   |
| Victoria  | 39–4–3   | Ron Rumpf             | Sumisión (americana)          | Dangerzone: Battle At The Bear                                    | 8 de julio de 2000       | 1     | 0:54   | New Town, Dakota del Norte    |                                                   |
| Victoria  | 38–4–3   | Robert Stines         | Sumisión (neck crank)         | Dangerzone: Ft. Wayne 2                                           | 20 de mayo de 2000       | 1     | 0:44   | Fort Wayne, Indiana           |                                                   |
| Victoria  | 37–4–3   | Marcus Silveira       | Sumisión (arm-triangle choke) | WEF 9: World Class                                                | 13 de mayo de 2000       | 1     | 4:46   | Evansville, Indiana           |                                                   |
| Victoria  | 36–4–3   | Bart Vale             | TKO (parada médica)           | CFA 1: Collision at the Crossroads                                | 25 de marzo de 2000      | 2     | 0:36   | Corinth, Misisipi             |                                                   |
| Derrota   | 35–4–3   | Josh Barnett          | Sumisión (armbar)             | SuperBrawl 16                                                     | 8 de febrero de 2000     | 4     | 1:21   | Honolulu                      |                                                   |
| Victoria  | 35–3–3   | Mark Jaquith          | Decisión                      | Dangerzone: Ft. Wayne                                             | 22 de noviembre de 1999  | 1     | 15:00  | Fort Wayne, Indiana           |                                                   |
| Victoria  | 34–3–3   | Phil Ortiz            | Sumisión (americana)          | Extreme Challenge 28                                              | 9 de octubre de 1999     | 1     | 1:55   | Ogden, Utah                   |                                                   |
| Victoria  | 33–3–3   | David Ferguson        | Sumisión (golpes)             | Dangerzone: Ft. Smith                                             | 18 de septiembre de 1999 | 1     | 8:36   | Fort Wayne, Indiana           |                                                   |
| Victoria  | 32–3–3   | Nick Starks           | Decisión                      | Ultimate Reality Fighting                                         | 18 de julio de 1999      |       |        | Orlando, Florida              |                                                   |
| Victoria  | 31–3–3   | Brad Kohler           | TKO (slam)                    | Ultimate Wrestling                                                | 25 de junio de 1999      | 1     | 7:57   | Cleveland, Ohio               |                                                   |
| Victoria  | 30–3–3   | Slade Martin          | Sumisión (americana)          | Dangerzone: Mahnomen                                              | 19 de junio de 1999      | 1     | 3:30   | Mahnomen, Minnesota           |                                                   |
| Victoria  | 29–3–3   | Ross Quam             | Sumisión (jaw lock)           | Brawl in the Black Hills 1                                        | 15 de mayo de 1999       | 1     |        | Rapid City, Dakota del Sur    |                                                   |
| Victoria  | 28–3–3   | Kevin Rosier          | Sumisión (bulldog choke)      | Cage Combat 1                                                     | 8 de diciembre de 1998   | 1     | 1:00   | Conesville, Iowa              |                                                   |
| Victoria  | 27–3–3   | Joe Frailey           | Sumisión (armbar)             | SuperBrawl 9                                                      | 19 de septiembre de 1998 | 1     | 4:02   | El Paso, Texas                |                                                   |
| Empate    | 26–3–3   | Pat Miletich          | Empate                        | Extreme Challenge 20                                              | 22 de agosto de 1998     | 1     | 20:00  | Davenport, Iowa               |                                                   |
| Victoria  | 26–3–2   | Chris Franco          | TKO (parada médica)           | SuperBrawl 8                                                      | 4 de agosto de 1998      | 1     | 4:55   | Honolulu, Hawái               |                                                   |
| Victoria  | 25–3–2   | Sam Adkins            | Sumisión (agotamiento)        | International Fighting Championships 8: Showdown at Shooting Star | 20 de junio de 1998      | 1     | 12:53  | Mahnomen, Minnesota           |                                                   |
| Victoria  | 24–3–2   | Steve Miller          | Sumisión (rear-naked choke)   | World Shoot Wrestling                                             | 12 de junio de 1998      | 1     | 5:45   | Pasadena, Texas               |                                                   |
| Victoria  | 23–3–2   | John Calvo            | TKO (golpes)                  | SuperBrawl 7                                                      | 25 de abril de 1998      | 1     | 3:38   | Guam                          |                                                   |
| Victoria  | 22–3–2   | Travis Fulton         | Sumisión (americana)          | Gladiators 2                                                      | 18 de abril de 1998      | 1     | 10:39  | Iowa                          |                                                   |
| Victoria  | 21–3–2   | Kevin Rosier          | TKO (rodillazos)              | Extreme Challenge 15                                              | 27 de febrero de 1998    | 1     | 0:53   | Muncie, Indiana               |                                                   |
| Empate    | 20–3–2   | Kimo Leopoldo         | Empate                        | PRIDE 1                                                           | 11 de octubre de 1997    | 1     | 30:00  | Tokio                         |                                                   |
| Victoria  | 20–3–1   | John Renfroe          | Sumisión (americana)          | International Fighting Championships 6: Battle at Four Bears      | 20 de septiembre de 1997 | 1     | 2:28   | New Town, Dakota del Norte    |                                                   |
| Victoria  | 19–3–1   | John Dixson           | Sumisión (golpes)             | International Fighting Championships 5: Battle in the Bayou       | 5 de septiembre de 1997  | 1     | 2:33   | Baton Rouge, Louisiana        |                                                   |
| Victoria  | 18–3–1   | Lance Gibson          | Sumisión (americana)          | SuperBrawl 5                                                      | 23 de agosto de 1997     | 1     | 26:22  | Guam                          |                                                   |
| Victoria  | 17–3–1   | Paul Buentello        | Sumisión (headlock)           | Unified Shoot Wrestling Federation 6                              | 16 de agosto de 1997     | 1     | 2:55   | Amarillo, Texas               |                                                   |
| Victoria  | 16–3–1   | Ebenezer Fontes Braga | TKO (parada médica)           | International Vale Tudo Championship 1: Real Fight Tournament     | 6 de julio de 1997       | 1     | 8:17   | Brasil                        |                                                   |
| Empate    | 15–3–1   | Jeremy Horn           | Empate                        | Extreme Challenge 7                                               | 25 de junio de 1997      | 1     | 20:00  | Council Bluffs, Iowa          |                                                   |
| Victoria  | 15–3     | John Renfroe          | TKO (golpes)                  | Extreme Challenge 6                                               | 10 de mayo de 1997       | 1     | 2:29   | Battle Creek, Míchigan        |                                                   |
| Derrota   | 14–3     | Mark Coleman          | Sumisión (neck crank)         | UFC 12                                                            | 7 de febrero de 1997     | 1     | 2:57   | Dothan, Alabama               | Por el Campeonato de Peso Pesado de UFC.          |
| Victoria  | 14–2     | Steven Goss           | Sumisión (rear-naked choke)   | Extreme Challenge 1                                               | 23 de noviembre de 1996  | 1     | 1:53   | Des Moines, Iowa              |                                                   |
| Victoria  | 13–2     | Mitsuhiro Matsunaga   | Sumisión (armbar invertida)   | U-Japan                                                           | 17 de noviembre de 1996  | 1     | 1:32   | Tokio                         |                                                   |
| Victoria  | 12–2     | Mario Neto            | Decisión                      | Universal Vale Tudo Fighting 4                                    | 22 de octubre de 1996    | 1     | 40:00  | Brasil                        |                                                   |
| Victoria  | 11–2     | Dennis Reed           | Sumisión (neck crank)         | Brawl at the Ballpark 1                                           | 1 de septiembre de 1996  | 1     | 4:10   | Davenport, Iowa               |                                                   |
| Victoria  | 10–2     | Doug Murphy           | Sumisión (americana)          | Vale Tudo Japan 1996                                              | 7 de julio de 1996       | 1     | 3:23   | Urayasu, Chiba                |                                                   |
| Victoria  | 9–2      | Ken Shamrock          | Decisión (dividida)           | UFC 9                                                             | 17 de mayo de 1996       | 1     | 30:00  | Detroit, Míchigan             | Ganó el Campeonato UFC Superfight.                |
| Victoria  | 8–2      | Oleg Taktarov         | Decisión (unánime)            | Ultimate Ultimate 1995                                            | 16 de diciembre de 1995  | 1     | 30:00  | Denver, Colorado              | Ganó el Torneo de Ultimate Ultimate 1995.         |
| Victoria  | 7–2      | Tank Abbott           | Decisión (unánime)            | Ultimate Ultimate 1995                                            | 16 de diciembre de 1995  | 1     | 18:00  | Denver, Colorado              |                                                   |
| Victoria  | 6–2      | Paul Varelans         | Sumisión (arm-triangle choke) | Ultimate Ultimate 1995                                            | 16 de diciembre de 1995  | 1     | 1:40   | Denver, Colorado              |                                                   |
| Derrota   | 5–2      | Ken Shamrock          | Sumisión (guillotine choke)   | UFC 6                                                             | 14 de julio de 1995      | 1     | 2:14   | Casper, Wyoming               | Por el Campeonato UFC Superfight.                 |
| Victoria  | 5–1      | Dave Beneteau         | Sumisión (americana)          | UFC 5                                                             | 7 de abril de 1995       | 1     | 3:01   | Charlotte, Carolina del Norte | Ganó el Torneo de UFC 5.                          |
| Victoria  | 4–1      | Oleg Taktarov         | TKO (corte)                   | UFC 5                                                             | 7 de abril de 1995       | 1     | 4:21   | Charlotte, Carolina del Norte |                                                   |
| Victoria  | 3–1      | Joe Charles           | Sumisión (rear-naked choke)   | UFC 5                                                             | 7 de abril de 1995       | 1     | 1:38   | Charlotte, Carolina del Norte |                                                   |
| Derrota   | 2–1      | Royce Gracie          | Sumisión (triangle choke)     | UFC 4                                                             | 16 de diciembre de 1994  | 1     | 15:49  | Tulsa, Oklahoma               |                                                   |
| Victoria  | 2–0      | Marcus Bossett        | Sumisión (arm-triangle choke) | UFC 4                                                             | 16 de diciembre de 1994  | 1     | 0:52   | Tulsa, Oklahoma               |                                                   |
| Victoria  | 1–0      | Anthony Macias        | Sumisión (rear-naked choke)   | UFC 4                                                             | 16 de diciembre de 1994  | 1     | 1:45   | Tulsa, Oklahoma               |                                                   |